# Museu de Arqueologia de Londres
Museu de Arqueologia de Londres (em inglês: Museum of London Archaeology), também conhecido pelo acrônimo em inglês MOLA, é uma instituição voltada à prática da arqueologia, registrada no Instituto Chartered for Archaeologists (CIfA), fundada em 1973. Oferece uma ampla gama de serviços arqueológicos profissionais para clientes em Londres e em todo o país. É um dos maiores provedores de serviços arqueológicos no Reino Unido, e é o único com status de IRO (Independent Research Organization).
Suas operações foram historicamente focadas na Grande Londres, mas estão cada vez mais presentes em todo o país. Ela emprega mais de 300 funcionários em 4 locais: a sede central de Londres e outros escritórios em Northampton, Basingstoke e Birmingham.[carece de fontes?]
É uma instituição de caridade registrada (desde 2011) com sua própria estratégia de pesquisa acadêmica e extensos programas de envolvimento e educação da comunidade, incluindo o Programa Thames Discovery, CITiZAN e o Time Truck.
Os serviços comerciais oferecidos incluem especialização e consultoria em todos os estágios de desenvolvimento desde o pré-planejamento: consultoria de gestão e consultoria, avaliações de impacto, escavação, mitigação (urbana, rural, infra-estrutura e outros esquemas), registro de edifícios, agrimensura e geomática, geoarqueologia, achados e serviços ambientais, pós-escavação e publicação, gráficos e fotografia, edição e arquivamento.
Desde 2017, o MOLA faz parte de um consórcio com a Headland Archaeology - MOLA Headland Infrastructure - para permitir a prestação de serviços arqueológicos e patrimoniais para projetos de infraestrutura de grande escala.

## Surgimento e desenvolvimento
MOLA originou-se de um conjunto de departamentos dentro do Museu de Londres, mas agora está inteiramente independente.
O Departamento de Arqueologia Urbana (DUA, na sigla em inglês) foi formado em 1973 como parte do movimento de arqueologia de resgate, uma resposta à ameaça representada aos vestígios arqueológicos não registrados, aumentando a reconstrução do escritório no subsolo da cidade de Londres. A reação à publicação de O Futuro do Passado de Londres, do arqueólogo Martin Biddle, ajudou a garantir o financiamento governamental de um pequeno número de funcionários para fundar a DUA. A equipe foi liderada por Brian Hobley e revolucionou a compreensão detalhada da arqueologia de Londres e do início da história.
O Departamento de Arqueologia da Grande Londres (DGLA, na sigla em inglês) foi formado por diversas sociedades arqueológicas locais na década de 1980 e liderado por Harvey Sheldon para tratar de preocupações semelhantes em outras áreas históricas da capital, particularmente em Southwark e Inner North London.
A década de 1980 viu um rápido desenvolvimento na cidade de Londres e um aumento associado no trabalho arqueológico. A DUA e a DGLA incentivaram os desenvolvedores do site a financiar as escavações antes da construção. Como resultado, ambas as organizações cresceram rapidamente, cada uma empregando mais de 100 funcionários no final da década de 1980. No auge  da construção civil em 1989, mais de 300 arqueólogos pagos estavam trabalhando em sítios arqueológicos de Londres. Uma crise súbita e severa no ciclo imobiliário em 1990 colocou tanto a DUA como a DGLA sob grande pressão, com cerca de metade do pessoal despedido.
Mudanças na legislação em torno do trabalho arqueológico foram realizadas ao mesmo tempo. Até 1990, as unidades arqueológicas de toda a Inglaterra ofereciam aconselhamento curatorial e serviços contratuais. Esse duplo papel foi visto cada vez mais como portador de um potencial conflito de interesse, e após o controverso desenvolvimento do local do Teatro Rosa de Shakespeare em Southwark foram feitas mudanças na orientação de planejamento.
A responsabilidade pelo aconselhamento curatorial foi transferida para as autoridades locais nos casos das cidades de Londres e Southwark, e para o Greater London Arqueology Advisory Service (GLAAS, na sigla em inglês) no caso dos outros distritos da Grande Londres. Enquanto isso, a DUA e a DGLA fundiram-se em 1991 para formar o MoLAS (Serviço de Arqueologia do Museu de Londres) para fornecer serviços como um empreiteiro arqueológico. Durante a década de 1990, o MoLAS reestruturou e expandiu suas capacidades dentro do mercado recém-competitivo, reinaugurando-se com uma nova marca, o MOLA (Museum of London Archaeology).
Em 2011, o MOLA se separou inteiramente do Museu de Londres, tornando-se uma empresa de caridade independente. Tornou-se uma das poucas instituições não acadêmicas que detinha o status de IRO (Independent Research Organization) em 201.
As operações do MOLA continuam a expandir em todo o país, com subsidiárias estabelecidas em Birmingham em 2011, Northampton em 2014 (com a aquisição da Northamptonshire Archaeology para formar uma nova empresa: MOLA Northampton) e Basingstoke em 2017.
Em 2015 o MOLA se tornou o anfitrião para a rede de região Arqueológico e costeira Intertidal, conhecido pela seu abreviatura CITiZAN, um projeto de arqueologia com a comunidade que trabalham em áreas de costa da Inglaterra, documentando a história costeira e intertidal (zona entremarés) antes de ser arrastado por forças de maré liderado por Gustav Milne.

## Resultados
Algumas das maiores e mais importantes escavações incluíram o anfiteatro romano na Guildhall Yard, uma complexa sequência romana e medieval no No 1 Poultry, perto de Bank Station, escavações no assentamento da Média Saxônia em Covent Garden durante a expansão da Royal Opera House, escavações ao longo da rota da Extensão da Linha do Jubileu em Southwark e Westminster, e a recuperação de mais de 15.000 esqueletos humanos durante a escavação do Priorado e Hospital de St Mary Spital em Spitalfields. Outro trabalho notável tem sido um programa de publicação financiado pelo Patrimônio Inglês. Livretos e monografias acadêmicas populares em geral são publicados internamente e têm atraído críticas positivas e vários prêmios para clientes e desenvolvedores. Os principais projetos não londrinos incluíram a descoberta de um enterro principesco saxão em Southend-on-Sea e grandes escavações em Kent, Northamptonshire, Milton Keynes e Bath.

### Londres romana

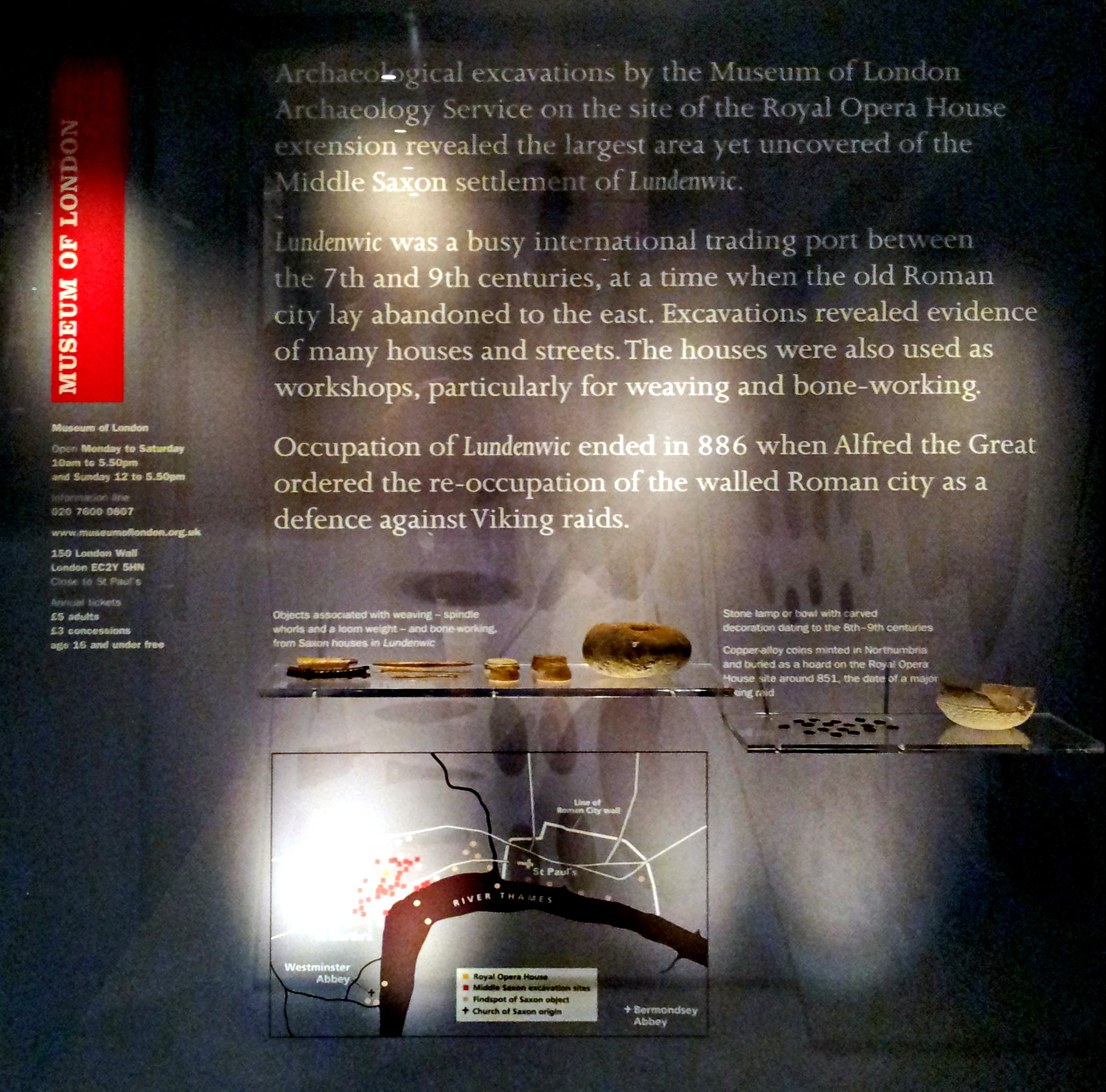
Exibição de achados no sítio de Lundenwic

Escavações da DUA e da DGLA nas décadas de 1970 e 1980 revelaram que a história da fundação e desenvolvimento romano de Londínio era muito mais complexa do que se imaginava anteriormente. Londres foi estabelecida em uma localização militarmente estratégica e economicamente importante, que agora é o local da cidade de Londres e North Southwark. O acordo foi formado pouco depois de 43 d.C., provavelmente por volta do ano 47 d.C., e uma travessia permanente do rio foi estabelecida muito perto da posição atual da London Bridge. Londínio cresceu rapidamente nos anos 50, mas foi destruída na revolta de Boadiceia em torno de 60 d.C. A cidade foi reconstruída pouco depois e se tornou a capital da província, desfrutando de investimentos públicos substanciais e crescimento econômico espetacular até a sua altura no início do século II. Um extenso incêndio, mudanças econômicas e pragas viram o crescimento estagnar em meados do século II, embora muralhas defensivas tenham sido acrescentadas ao redor no ano 200 durante ou após a disputa entre Clódio Albino e Sétimo Severo. Mais tarde, Londres romana experimentou a renovação urbana em muitas áreas e permaneceu um importante centro, embora não fosse mais um grande porto ou centro de comércio. A cidade sofreu um declínio final no final do século IV e foi rapidamente abandonada, com poucas evidências de ocupação logo após a retirada romana da Grã-Bretanha. Nos últimos anos, o trabalho do MOLA continuou a acrescentar informações significativas, com descobertas recentes de pesquisas, incluindo assentamentos romanos extramuros em Westminster em St. Martin-in-the-Fields e um recinto fortificado pós-Boadiceia em Plantation Place, Cornhill.
A escavação na cidade de Londres nas décadas de 1970 e 1980 não conseguiu encontrar praticamente nenhuma evidência de ocupação no período do século V ao X, apesar da evidência histórica aparentemente inequívoca da existência de Londres, pelo menos de 604 em diante. No entanto, o Departamento de Arqueologia da Grande Londres (DGLA) havia descoberto as chamadas fazendas da Saxônia na área de Fleet Street, Covent Garden e Westminster. Em meados dos anos 80, Alan Vince e Martin Biddle surgiram independentemente com a teoria de que Londres fora restabelecida não na cidade, mas a alguns quilômetros a oeste, centralizada na área chamada Aldwych. Este assentamento saxão médio era conhecido como Lundenwic. Lundenwic foi submetido a um aumento de ataques viquingues no século IX e a população pode ter sido forçada a se dispersar. Por volta do ano 886, Alfredo de Wessex levou os londrinos de volta à cidade de Londres e ao abrigo das muralhas defensivas romanas, que ainda permaneciam imóveis. A recente reocupação saxônica do local da cidade romana era conhecida como Lundenburgh.